# Venas arciformes del riñón
Las venas arciformes del riñón, arcuatas o arcuadas del riñón (TA: venae arcuatae renis) son unas venas localizadas en el borde de la corteza y médula renales. Son una serie de arcos venosos completos que cruzan las bases de las pirámides renales; se forman al unirse las venas interlobulillares y las venillas rectas. Drenan en las venas interlobulares.